# Jan Onufry Zagłoba
Jan Onufry Zagłoba ist eine fiktive Romanfigur von Henryk Sienkiewicz aus der Trilogie Mit Feuer und Schwert (und weiteren Werken). Zusammen mit anderen Charakteren aus der Trilogie stellt sich Zagłoba auf der Suche nach Abenteuer und Ruhm verschiedenen Herausforderungen während der Kämpfe auf der Seite der Litauer im Zweiten Nordischen Krieg. Zagłoba ist eine der beliebtesten und bedeutendsten Figuren von Sienkiewicz. Obwohl er oft mit dem Shakespeare Charakter Falstaff verglichen wird, entwickelt er sich auch als Charakter umfassend weiter und wird zu einem fröhlichen und gerissenen Helden.

## Romanhandlung
Bis er einen anderen Charakter aus der Trilogie trifft, Jan Skrzetuský, lebt Zagłoba das unbedeutende Leben eines niederen Adligen, der versucht, auf Kosten des Missbrauchs des guten Willens anderer zu überleben. Sobald er jedoch in die Gesellschaft heldenhafter Persönlichkeiten hineingezogen wird, verändert er sich allmählich, so dass er am Ende ihres Vertrauens und ihrer Freundschaft würdig ist. Zusammen mit ihnen begegnet Zagłoba während der Kämpfe auf der Seite der polnisch-litauischen Union verschiedenen Herausforderungen auf der Suche nach Abenteuer und Ruhm. Während des bereits berauschten Festes rief er als erster Prinz Janusz Radziwiłł an ein Verräter zu sein. Infolgedessen wird er später zu einer bekannten Figur, die von mächtigen Magnaten mit Respekt behandelt wird und den König selbst berät. Er war fast kahl und halbblind, bekannt für seine Liebe zum Trinken und Geschichtenerzählen (meistens um eine Kleinigkeit zu feiern). Die kahle Stelle auf seinem Schädel, wo der blanke Knochen sichtbar wird, erinnert unwillkürlich an die Erzählung über den Baron Münchhausen mit der Verdunstung des Alkohol.
Zagłoba erscheint in Sienkiewicz’ Trilogie: Feuer und Schwert (Ogniem i mieczem), Potopa (Potop), Sintflut und im letzten Buch mit dem Titel Herr Wołodyjowski.

## Bewertung in der Literatur
Stanisław Kozłowski glaubt, dass Zagłoba als eine der beliebtesten und wichtigsten Figuren von Sienkiewicz wahrgenommen wird. Roman Dyboski schrieb, dass Zagłobs humorvolle Persönlichkeit eine der am längsten laufenden Figuren von Sienkiewicz war. Laut Horst Frenz gehört Zagłob „für immer zu den Ausstellungsstücken der unsterblichen Comic-Figuren der Weltliteratur, wenn es komplett original ist“.
Er wird oft mit dem Shakespeare-Charakter Falstaff verglichen. Dieser Vergleich, den Dibovsky und andere anstellten, basiert oft auf seiner Neigung zum Trinken und der Popularität einer überschwänglichen Gesellschaft, scharfer Sprache und List, Feigheit, aber auch auf dem Erzählen übertriebener Geschichten über die Abenteuer seiner Jugend. Im Gegensatz zu Falstaff entwickelt er sich mit der Zeit zu einem reiferen Charakter. Diese Transformation wird am deutlichsten im ersten Buch, beginnend mit dem Moment, in dem er beschließt, sein Leben zu riskieren, um die bedürftige Dame Helen mitten im anhaltenden Khmelnytsky-Aufstand zu beschützen. Diese Transformation ist der grundlegende Unterschied zwischen Zagłoba und Falstaff. Sienkiewicz selbst schrieb über Zagłob und Falstaff:
„Ich denke, Zagłoba ist ein besserer Charakter als Falstaff. Dieser alte Adlige war im Herzen ein guter Begleiter. Im schlimmsten Fall würde er alle Tapferkeit bekämpfen. Shakespeares Falstaff hingegen würde in einer ähnlichen Situation nur ein Feigling werden.“
William Lyon Phelps merkt an, dass Zagłoba, wenn es sich um eine Kopie von Falstaff handelt, so gut bleibt wie das Original selbst, wofür Sienkiewicz Lob verdient. Edward Bolland Osborn ist der Meinung, dass Zagłoba zu komplex ist, um mit einem einzigen Charakter verglichen zu werden. Er hat die Eigenschaften vieler und zieht es vor, ihn als Karikatur des „polnischen Geistes in den letzten Tagen der Kavallerie“ zu bezeichnen, als der Säbel noch das letzte Argument war und Polen die Hauptfestung des Christentums war gegen die riesige Armee der Türken. Aus politischer Sicht ist Zagłoba ein Modell eines kleinen polnischen Adligen aus der Zeit der polnisch kontrollierten polnischen Politik, eines etwas intoleranten Katholiken und eines lautstarken Befürworters sarmatischer Werte wie der Goldenen Freiheiten und des Liberum Veto in Anbetracht der Tatsache, dass die edle Klasse anderen überlegen ist.
Ein weiterer Charakter, mit dem Zagłoba dank seiner raffinierten Denkweise verglichen wird, die immer voller Köpfe von Plänen und Strategien ist, ist Odysseus (Ulysses). Es wird auch oft mit vielen anderen Charakteren verglichen, wie Thersites oder dem Hauptheld Spiels Roman Miles Gloriosus ( aufgeblähter Soldat ).
Stanisław Kozłowski merkt an, dass Sienkiewicz das gutherzige und fröhliche Porträt von Zagłoba verwendet, um die dunkle Kulisse von Geschichten auszugleichen, die während Kriegen und Verwüstungen stattfinden. Er ist ein Symbol für unsterblichen Optimismus und Hoffnung, ein Stratege, der seinen Weg aus Schwierigkeiten finden kann. Er wird auch allgemein als Comicfigur und patriotischer Held angesehen, obwohl dies häufiger aus der Notwendigkeit heraus geschieht. Er wird für seine Ideen, seine Intelligenz und seine scharfe Sprache respektiert. Zum Beispiel, als der schwedische König Karl X. Gustav versprach, die Woiwodschaft Lublin an Jan Zamojsky zu vererben. Um die Tore der Stadt Zamość zu öffnen, bat Zagłoba Jan, im Gegenzug zu versprechen, dass er dem schwedischen König im Austausch die niederländische Provinz geben würde, was – wie jeder wusste – ein Witz war.
Zagłobs nachhaltiger Einfluss auf die polnische Kultur bis heute zeigt sich beispielsweise in seinem Auftritt in einem polnischen Fernsehwerbespot für die Okocim-Brauerei im Jahr 2000.

## Zagłoba in Film und Fernsehen
- 1914 – Verteidigung von Tschenstochau (Regie: Edward Puchalski) – porträtiert von Alexander Zelwerowicz
- 1962 – Col ferro e col fuoco (Regie Fernando Cerchio) – gespielt von Akim Tamiroff
- 1969 – Herr Wołodyjowski (Regie: Jerzy Hoffman) – gespielt von Mieczysław Pawlikowski
- 1969 – Die Abenteuer von Herrn Michał (Fernsehserie) (Regie: Paweł Komorowski) – dargestellt von Mieczysław Pawlikowski
- 1974 – The Flood (Regie: Jerzy Hoffman) – gespielt von Kazimierz Wichniarz
- 1999 – Feuer und Schwert (Regie: Jerzy Hoffman) – gespielt von Krzysztof Kowalewski